# Henry Brown Fuller

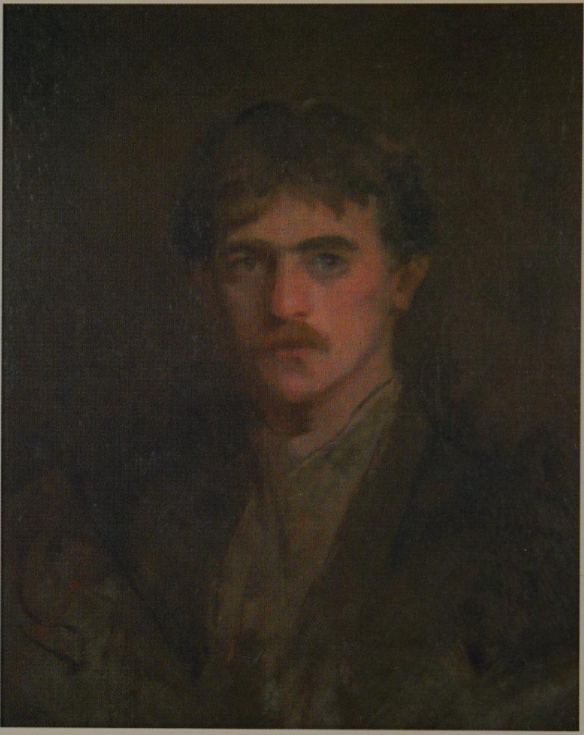
Henry Brown Fuller, Selbstporträt

Henry Brown Fuller (* 1867 in Deerfield, Massachusetts; † 1934 in New Orleans, Louisiana) war ein US-amerikanischer Maler, der für seine allegorischen Werke bekannt ist.

## Leben
Henry Brown Fuller wurde 1867 als Sohn des Malers George Fuller und seiner Ehefrau Agnes Gordon Fuller in Deerfield, Massachusetts, geboren. Er studierte bei Dennis Miller Bunker an der Cowles Art School in Boston und bei William Merritt Chase und Henry Siddons Mowbray an der Art Students League of New York. 1893 heiratete er die Künstlerin Lucia Fairchild. Das Paar hatte zwei Kinder, Charles und Clara. Ab 1897 lebte die Familie in der Cornish Art Colony in Plainfield, New Hampshire.
Henry Brown Fuller litt unter schweren Depressionen, die 1905 zur Trennung von seiner Frau führten. 1906 wurde er zum außerordentlichen Professor an der National Academy of Design gewählt. Nach der Trennung zog er zu seiner Mutter nach Deerfield, Massachusetts, und starb 1934 in New Orleans.

## Werk

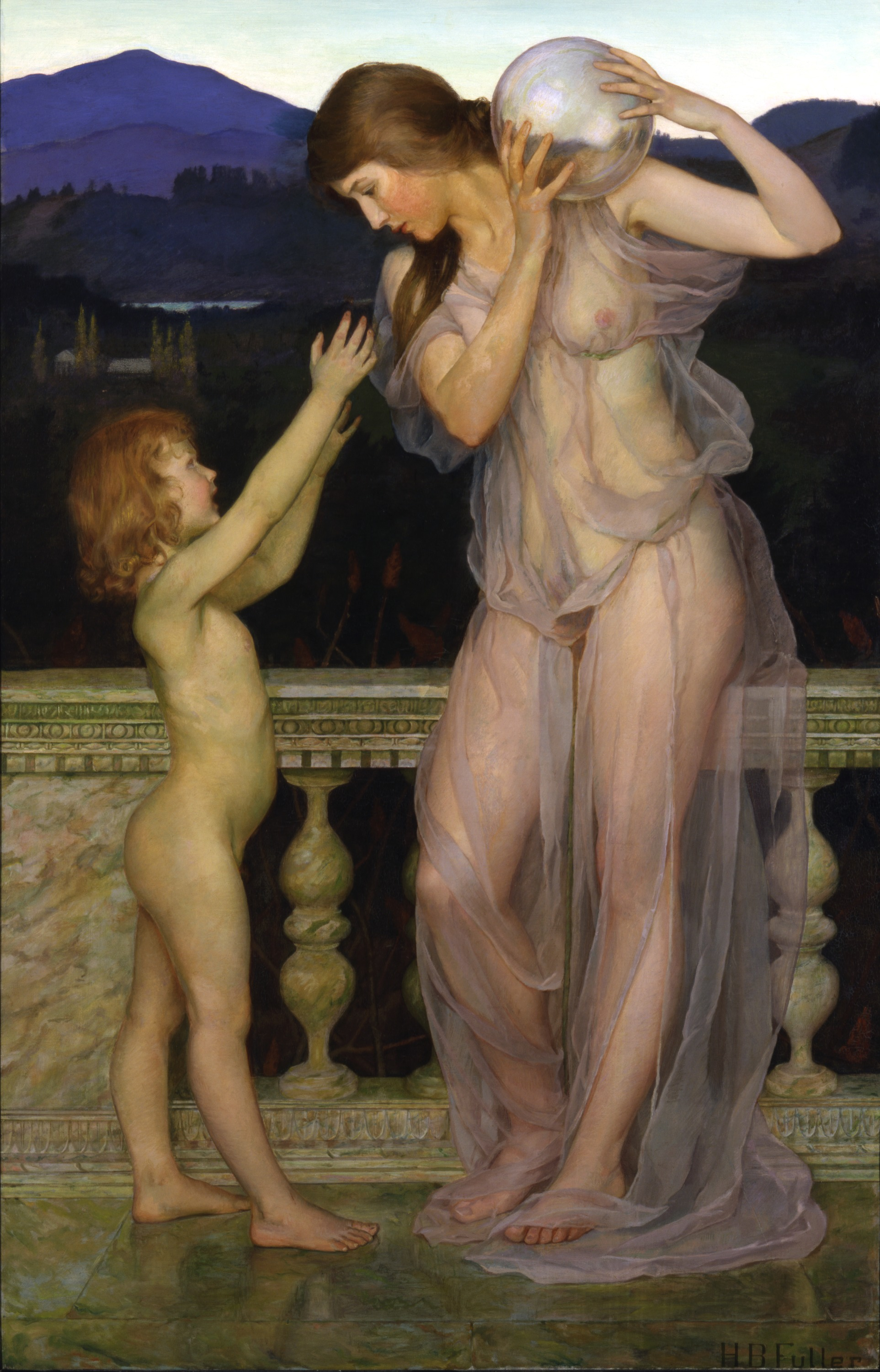
Henry Brown Fuller: Illusions, vor 1901. Smithsonian American Art Museum

Zu Henry Brown Fullers bekanntesten Gemälden zählen:
- Illusions (1910), im Smithsonian American Art Museum.[2]
- The Triumph of Truth Over Error (1907), im Principia College, Elsah, Illinois.